# Салво Супериоре (Месина)
Салво Супериоре је насеље у Италији у округу Месина, региону Сицилија.
Према процени из 2011. у насељу је живело 68 становника. Насеље се налази на надморској висини од 751 м.